# گروهبان یورک (فیلم)
گروهبان یورک (به انگلیسی: Sergeant York) فیلمی ۱۳۴ دقیقه‌ای ساخت ۱۹۴۱، به کارگردانی هاوارد هاکس با بازی گری کوپر است.

## داستان فیلم
این فیلم دربارهٔ گروهبان آلوین سی یورک از سربازان آمریکا در جنگ جهانی اول است که موفق به کسب نشان افتخار شد.

## جوایز
این فیلم برندهٔ ۲ اسکار (برنده اسکار بهترین تدوین و بهترین بازیگر نقش اول مرد) و کاندیدای ۹ اسکار دیگر (کاندیدای اسکار بهترین موسیقی- بهترین صدابرداری- بهترین طراحی هنری- بهترین فیلمبرداری- بهترین فیلمنامه غیر اقتباسی- بهترین کارگردانی- بهترین بازیگر نقش مکمل زن- بهترین بازیگر نقش مکمل مرد و کاندیدای اسکار بهترین فیلم) در سال ۱۹۴۲ شد.